# Xadibeg
Xadibeg fou el kan de l'Horda d'Or que succeí al seu germà Timur Kutlugh quan aquest va morir a finals del 1399 o començament del 1400. Segurament el poder efectiu estava en mans d'Edigu (Idiku) el kan de l'Horda Nogai.
El príncep Miquel II de Tver, va morir el 1399 i va dividir els seus dominis entre els seus fills i nets. Era aliat de Vitautes de Lituània una germana del qual estava casada amb un fill de Miquel. Després de la derrota lituana al riu Vorskla (13 d'agost del 1399) Miquel va enviar una ambaixada al kan Timur Kulugh amb regals i va demanar ser confirmat. L'ambaixada va arribar poc abans que Timur va morir. Elcha, el cap de l'ambaixada (que era kilichi o "portaespases" del príncep) va tornar amb els tàtars Bechin i Satkin, portant un yarligh de confirmació però va arribar quan Miquel ja havia mort i es va enviar una nova ambaixada dirigida per Constantí i Teodor Gushen, i el tàtar Safrak, que altre cop van obtenir un yarligh ara pel fill gran de Miquel, Joan (1399-1425), segurament ja concedit per Shadi Beg. Amb aquest yarligh va començar a perseguir als seus germans i un nebot i va fer aliança amb Vitautes; aquest darrer havia perdut Smolensk on després de la batalla del Vorskla el príncep Yuri havia recuperat el poder i fou aclamat pels habitants però va prendre revenja en els lituans i els que els havien donat suport i va fer un bany de sang. Vitautes va anar a Smolensk amb un exèrcit però Yuri va aguantar l'atac; això no obstant, un temps després, absent Yuri en un viatge a Moscou, la ciutat es va rendir als lituans.
El príncep Oleg II el Gran de Riazan va intentar recuperar Briansk que depenia formalment de Chernigov i havia estat ocupada pels lituans, fou derrotat per Vitautes, que va fer presoner a Rostislav, fill d'Oleg. El 1400 els prínceps de Riazan, Pronsk, Múrom i Koselsk van derrotar a un exèrcit tàtar a Chemayar, prop de Khobr al riu Don, i van fer presoner a un cap de nom Muhammad Sultan. El 1401 el gran príncep de Basili I de Moscou (1389-1425) va enviar un exèrcit a Mordòvia per buscar a la vídua del príncep Simon Dimitrovitx, que s'havia refugiat a Chebirchia prop d'una església. El 1402 va morir Oleg de Riazan i el va succeir el seu fill Feodor, que va rebre un yarligh de Shadibeg i es va casar a una filla del gran príncep de Moscou i en aquest any els tàtars van assolar la frontera de Riazan, però els tàtars es mostraven cada cop més indiferents als afers dels russos. Un tractat datat el 1403 entre el gran principat de Moscou i Riazan fixava l'Okà com a frontera i cedia Tula a Riazan, que a canvi prometia viure en pau amb els prínceps de Torussa i Novossil, vassalls del gran príncep.
El príncep Basili va enviar contra Nóvgorod un exèrcit manat per dos germans renegats de la república, Aifal i Gerassim
per assolar el territori de Dwina, cosa que van fer, però després foren derrotats prop de Kholmogory, i van haver de fugir a Riazan. Aifal va esdevenir un cap bucaner i amb 208 bots al Volga i un centenar al riu Kama va fer incursions que van arribar fins a Nova Sarai; la flotilla del Kama fou destruïda pels tàtars per la del Volga va poder fugir; no obstant Aiftal fou fet presoner i fou mort a Viatka per Rassokhin, que com ell mateix, era un altre desertor de Nóvgorod.
El 1403 Aintak, enviat tàtar, va anar a Moscou i el mateix any va morir en aquesta ciutat el bisbe Sawa de Sarai; el viatger castellà Clavijo esmenta en el relat del seu viatge que uns ambaixadors van anar el 1403 a veure a Tamerlà per anunciar la pujada al tron d'un net de Toktamish
però no s'identifica. El 1404 els tàtars van fer una nova incursió a Riazan però foren derrotats i van deixar molts presoners.
Yuri de Smolensk va fugir a Nóvgorod el 1406 després que no va obtenir l'ajut del gran príncep contra els lituans però les peticions del qual foren escoltades pels novgorodians, que esperaven utilitzar-lo contra el seu sobirà lituà que segurament estrenyia massa en els tributs. Li fou concedit un enfrontament amb les ciutats de Russa, Ladoga i altres; però cansat va tornar a Moscou i fou nomenat governador de Torjek per Basili I; el seu violent caràcter el va perdre: es va enamorar bojament de Juliana, l'esposa de Simeó, príncep de Viazma, va tractar de seduir-la i no se'n va sortir; llavors va convidar a Simeó a una festa i mentre es va agafar algunes llibertats amb Juliana; ella el va ferir a la mà amb un ganivet i enrabiat la va matar a cops d'espasa i va tirar les restes al riu; sabent que es descobriria el crim va fugir a l'Horda i després de vagar un temps per les estepes, va acabar morint a un monestir de Riazan. Fou el darrer príncep de Smolensk descendent de Rostislaf Mitislavitx.
Pskov, la república germana de Nóvgorod havia estat tributària del gran príncep, però ja feia temps que elegia els seus propis magistrats i prínceps i tenia les seves pròpies lleis si bé el gran príncep tenia un delegat a la ciutat i la seva sobirania nominal era reconeguda. Però estava amenaçada pel Cavallers Teutònics per un costat i pels lituans per l'altra i la república de Nóvgorod amb la que també limitava tenia més interès en els afers comercials que en la guerra i veia a Pskov com un potencial rival econòmic, i alguna vegada el "Poble Brau" feia atacs a les fronteres. A més havia estat devastada darrerament per una plaga. Vitautes va decidir aprofitar aquesta situació i va atacar una de les seves dependències, la ciutat de Koloje, on va fer 11.000 presoners, al mateix temps que el gran mestre dels cavallers de Livònia assolava la rodalia d'Izborsk, Ostrov i Kotelno. Els habitants de Pskov van aconseguir refusar als dos atacants però veient que l'enfrontament era desigual i acabarien sent superats, van cridar en ajut al gran príncep que va decidir ajudar-los i va enviar al seu germà Constantí, que va aixecar un exèrcit i va demanar explicacions als lituans; al mateix temps Pskov es va aliar al príncep de Tver.
Basili I evitava enviar el tribut a l'Horda i eludia els missatges de Shadibeg que li recordaven la seva obligació i el convocaven a anar en persona a l'Horda. Però el 1406, quan es va tensar la situació amb Lituània per la causa de Pskov, va considerar prudent tornar a l'aliança amb l'Horda, demanant la seva assistència contra un enemic comú, si bé va eludir tota referència al tribut o a dependència. Shadibeg va enviar algunes tropes però no es va fer cap pas decisiu i els dos bàndols semblaven témer el risc de manera que finalment, després d'alguns xocs de frontera, es va ajustar la pau i es va fixar el riu Ugra com a frontera entre Moscou i Lituània i les ciutats de Kozelsk, Peremysl i Lubutsk van passar a Moscou; per la seva banda Basili I prometia no molestar a Pskov.
El 1406 Edigu va anar a Sibèria on va enfrontar i matar a Toktamix que intentava operar a la zona. En absència d'Edigu, el kan Shadibeg hauria intentat reforçar el seu poder i a la tornada Edigu l'hauria eliminat. El 1407 Ivan de Tver va anar a l'Horda per protestar per la usurpació de Yuri, germà del darrer príncep de Kholm, i quan va arribar Shadibeg ja no era kan i havia estat enderrocat per Pulad Khan havent fugit a Daguestan i Xirvan. Segons Schiltberger, va ser enderrocat per Edigu, que el va acabar matant en la fugida i va posar al tron al seu nebot Pulad Khan. Va encunyar moneda a Bolghar, Vella Sarai, Nova Serai, Azak, Astracan, i Nova Astracan, entre 1399/1400 i 1406/1407.